# Quinten Dekkers
Quinten Dekkers (Amsterdam, 4 januari 2001) is een Nederlands voetballer die doorgaans als verdediger speelt. Hij is de broer van Sem Dekkers.

## Carrière
Quinten Dekkers speelde in de jeugd van VV HSV en AZ. In 2018 zat hij al eenmaal op de bank bij Jong AZ in de Eerste divisie. In 2020 tekende hij een contract tot medio 2022 bij AZ. Hij debuteerde voor Jong AZ op 29 augustus 2020, in de met 6-1 verloren uitwedstrijd tegen NAC Breda. Hij begon in de basis en werd in de 81e minuut vervangen door Robin Lathouwers. Dekkers speelde in twee seizoenen zeven wedstrijden voor Jong AZ. Nadat zijn contract in 2022 afliep, vertrok hij naar Koninklijke HFC. Hier speelde hij een seizoen.

### Statistieken
| Seizoen                       | Club            | Land           | Competitie     | Competitie | Competitie | Beker | Beker | Totaal | Totaal |
| Seizoen                       | Club            | Land           | Competitie     | Wed.       | Dlp.       | Wed.  | Dlp.  | Wed.   | Dlp.   |
| ----------------------------- | --------------- | -------------- | -------------- | ---------- | ---------- | ----- | ----- | ------ | ------ |
| 2017/18                       | Jong AZ         | Nederland      | Eerste divisie | 0          | 0          | –     | –     | 0      | 0      |
| 2020/21                       | Jong AZ         | Nederland      | Eerste divisie | 4          | 0          | –     | –     | 4      | 0      |
| 2021/22                       | Jong AZ         | Nederland      | Eerste divisie | 3          | 0          | –     | –     | 3      | 0      |
| 2022/23                       | Koninklijke HFC | Nederland      | Tweede divisie | 16         | 1          | 1     | 0     | 17     | 1      |
| Carrièretotaal                | Carrièretotaal  | Carrièretotaal | Carrièretotaal | 23         | 1          | 1     | 0     | 24     | 1      |
| Bijgewerkt op 12 januari 2024 |                 |                |                |            |            |       |       |        |        |